# Rennellia morindiformis
Rennellia morindiformis là một loài thực vật có hoa trong họ Thiến thảo. Loài này được (Korth.) Ridl. miêu tả khoa học đầu tiên năm 1940.